# Petrova (Maramureș)
Petrova é uma comuna romena localizada no distrito de Maramureș, na região histórica da Transilvânia. A comuna possui uma área de 42.05 km² e sua população era de 2540 habitantes segundo o censo de 2007.